# Janus Dousa
Jan van der Does (Heer van Noordwijk, Senhor de Noordwijk) (Noordwijk, 5 de Dezembro de 1545 - Noordwijk, 8 de Outubro de 1604) foi um humanista, chefe de estado, jurista, historiador, bibliotecário, poeta e filólogo neerlandês. Estudou em Paris onde esteve em contato com os mais eminentes poetas. Ao retornar para Leiden, reuniu um círculo de literatos neo-latinos com orientações humanísticas.

## Obras
- Epigrammata (1569)
- Ode Lugdunensis II (1575)
- Nova poemata (1575)
- Odae Britannicae (1586)
- Annales metrische versie (1599)
- Annales in proza (1601)